# Región de Hannover
La Región de Hannover es una comunidad agrupada con leyes especiales (Kommunalverband besonderer Art) dentro de Baja Sajonia (Niedersachsen) en Alemania. Desde el 1 de noviembre de 2001 se formó con las poblaciones del Landkreis de Hannover en torno a la ciudad libre de Hannover; la asociación comunal agrupa a gran parte de las áreas de Hannover y partes de las poblaciones colindantes. Su principal religión es Iglesia Evangélica Luterana de Hannover (2.899.432 fieles) una de las 20 iglesias protestantes que pertenecen a la Iglesia evangélica en Alemania.

## Ciudades y comunidades
(Habitantes el 30 de junio de 2005)
Comunidades de la región
| - Barsinghausen, ciudad (34.192) - Burgdorf, ciudad (30.213) - Burgwedel, ciudad (20.421) - Garbsen, ciudad (62.960) - Gehrden, ciudad (14.921) - Hannover, Ciudad principal de la región (515.772) - Hemmingen, ciudad (18.595) - Isernhagen (22.622) - Laatzen, ciudad (40.016) - Langenhagen, ciudad (50.613) - Lehrte, ciudad (44.005) | - Neustadt am Rübenberge, ciudad (45.726) - Pattensen, ciudad (13.840) - Ronnenberg, ciudad (23.197) - Seelze, ciudad (33.257) - Sehnde, ciudad (22.300) - Springe, ciudad (29.852) - Uetze (20.402) - Wedemark (29.125) - Wennigsen (14.151) - Wunstorf, ciudad (41.887) |